# 박소영 (작가)
박소영은 대한민국의 텔레비전 드라마 작가이다. 

## 드라마
- 2017년 OCN 10부작 웹드라마 《멜로홀릭》 ... 집필
- 2019년 KBS2 화요 미니시리즈 《회사 가기 싫어》 ... 공동집필
- 2022년 tvN 월화 미니시리즈 《연예인 매니저로 살아남기》 ... 집필